# Гогия, Константин Григорьевич
Константин Григорьевич Гогия (1909 год, Зугдиди, Кутаисская губерния, Российская империя — 1952 год, Кобулетский район, Грузинская ССР) — грузинский партийный и хозяйственный деятель, директор Чаквинского совхоза имени Ленина Министерства сельcкого хозяйства СССР, Кобулетский район, Аджарская АССР, Грузинская ССР. Герой Социалистического Труда (1949). Депутат Верховного Совета Грузинской ССР 3-го созыва, депутат Верховного Совета Аджарской АССР 2-го и 3-го созывов.

## Биография
Родился в 1909 году в Зугдиди Кутаисской губернии. С 1928 года трудился учителем. С 1942 года — на комсомольской работе. В 1939 году назначен заместителем уполномоченного внутренних дел в Абхазской АССР. С 1941 года — на партийной работе в Сухумском партийном городском комитете. В 1942 году избран первым секретарём Сухумского горкома партии.
С 1943 года — председатель колхоза в селе Диди-Чкони Гегечкорского района и с 1944 года — директор совхоза имени Ленина с центром в селе Чакви. За выдающиеся трудовые достижения в годы войны был награждён орденом Трудового Красного Знамени.
Под его руководством в совхозе значительно увеличилась чайная плантация, которая представляла собой опытное поле ВНИИ чая и субтропических культур. На плантации занималась селекцией чайных сортов учёный в области чаеводства, заведующая отделом селекции и семеноводства ВНИИ чая и субтропических культур Ксения Ермолаевна Бахтадзе.
В 1948 году совхоз сдал государству в среднем с каждого гектара по 4368 килограмм сортового зелёного чайного листа с площади 100,8 гектара. Указом Президиума Верховного Совета СССР от 5 июля 1949 года удостоен звания Героя Социалистического Труда за «получение высоких урожаев сортового зелёного чайного листа и цитрусовых плодов в 1948 году» с вручением ордена Ленина и золотой медали «Серп и Молот».
Этим же Указом званием Героя Социалистического Труда были удостоены заведующий отделом Василий Иосифович Мшвидобадзе, главный агроном Вахтанг Леванович Микеладзе, старший агроном Нестор Ананьевич Каландадзе и двое тружеников совхоза (в том числе Вера Константиновна Фрежева).
По итогам работы в 1950 году был награждён вторым Орденом Ленина.
В 1951 году избирался депутатом Верховного Совета Грузинской ССР 3-го созыва и в 1947 году — депутатом Верховного Совета Аджарской АССР 2-го и 3-го созывов.
Проживал в Кобулетском районе. Скоропостижно скончался в 1952 году.
Награды
- Герой Социалистического Труда
- Орден Ленина — дважды (1949; 01.09.1951)
- Орден Трудового Красного Знамени (24.02.1946)